# Паул Мартенс
Паул Мартенс (роден на 26 октомври 1983 година в Росток, Германия) е професионален германски колоездач.
Състезавал се е за професионалните отбори на „Скюл-Шимано“ и на „Рабобанк“.

## Големи постижения
2005
U23  шампион в часовника
2009
1-ви, 1-ви етап Обиколка на Италия
3-ти, 12-и етап Обиколка на Италия
Носил  розовата фланелка в Обиколка на Италия от 1 до 2 етап
2-ри, 4-ти етап GP de Romandie
1-ви, 1-ви етап Обиколка на Испания
3-ти, 7-и етап Обиколка на Испания
Носил  златната фланелка в Обиколка на Испания от 1 до 4 етап